# Aiguilhe
Aiguilhe – miejscowość i gmina we Francji, w regionie Owernia-Rodan-Alpy, w departamencie Górna Loara.
Według danych na rok 1990 gminę zamieszkiwały 1452 osoby, a gęstość zaludnienia wynosiła 1320 osób/km² (wśród 1310 gmin Owernii Aiguilhe plasuje się na 147. miejscu pod względem liczby ludności, natomiast pod względem powierzchni na miejscu 1047.).